# 象蛇 (山海经)

象蛇

象蛇是《山海经》中描述的一种传说中的鸟。这种鸟长得像雌性的野鸡，但雌雄同体，身上长着五彩斑斓的花纹。叫声和名字是一样的。
|                              | 有鸟焉，其状如雌雉，而五采以文，是自为牝牡，名曰象蛇，其鸣自詨。 |
| ——《山海经·北山经·北次三经》 |                                                                  |